# Cedarpelta bilbeyhallorum
Cedarpelta bilbeyhallorum (escut de la Muntanya Cedar) és l'única espècie d'un gènere de dinosaures tireòfors ancilosàurids o nodosàurids que visqueren a mitjan període Cretaci, fa aproximadament 110 i 100 milions d'anys, entre l'Albià i l'Aptià, en el que és avui Nord-amèrica. Cedarpelta fou un gran dinosaure cuirassat basal, d'uns 10 metres de llarg, 2,5 d'alt i un pes estimat de 2 tones i mitja. El seu crani, sense molta ornamentació, feia de mitjana uns 60 centímetres de llarg. Un crani d'aquesta espècie es va trobar desarticulat el que va donar als paleontòlegs l'oportunitat única d'estudiar els ossos per separat, cosa que no s'havia pogut fer anteriorment, ja que l'ossificació entre els ossos només permetia estudiar-los com un tot.